# Isländische Fußballmeisterschaft 1966
Die isländische Fußballmeisterschaft 1966 war die 55. Spielzeit der höchsten isländischen Fußballliga. Die Saison begann am 30. Mai 1966 und endete am 2. Oktober 1966.
Es nahmen sechs Teams am Bewerb teil, in dem sie in einer einfachen Hin- und Rückrunde je zweimal aufeinander tragen. Danach spielten die beiden erstplatzierten punktegleichen Teams in einem Playoff um den Meistertitel. Aufgrund eines Unentschiedens im ersten Spiel musste dieses Finale wiederholt werden. Der Titel ging zum insgesamt 13. Mal an Valur Reykjavík.

## Abschlusstabelle
| Pl. | Verein                | Sp. | S | U | N | Tore    | Quote | Punkte |
| --- | --------------------- | --- | - | - | - | ------- | ----- | ------ |
| 1.  | Valur Reykjavík (P)   | 10  | 6 | 2 | 2 | 020:120 | 1,67  | 14:60  |
| 2.  | ÍB Keflavík           | 10  | 6 | 2 | 2 | 023:120 | 1,92  | 14:60  |
| 3.  | ÍBA Akureyri          | 10  | 4 | 4 | 2 | 020:170 | 1,18  | 12:80  |
| 4.  | KR Reykjavík (M)      | 10  | 4 | 2 | 4 | 019:130 | 1,46  | 10:10  |
| 5.  | ÍA Akranes            | 10  | 2 | 3 | 5 | 013:210 | 0,62  | 07:13  |
| 6.  | Þróttur Reykjavík (N) | 10  | 0 | 3 | 7 | 007:270 | 0,26  | 03:17  |

| (M) | amtierender isländischer Meister     |
| (P) | amtierender isländischer Pokalsieger |
| (N) | Neuaufsteiger                        |

### Kreuztabelle
Die Kreuztabelle stellt die Ergebnisse aller Spiele dieser Saison dar. Die Heimmannschaft ist in der ersten Spalte aufgelistet, die Gastmannschaft in der obersten Reihe. Die Ergebnisse sind immer aus Sicht der Heimmannschaft angegeben.
| 1966              | Þróttur Reykjavík | ÍBA Akureyri | ÍA Akranes | ÍB Keflavík | KR Reykjavík | VAL |
| Þróttur Reykjavík |                   | 1:1          | 1:1        | 1:1         | 1:5          | 1:4 |
| ÍBA Akureyri      | 5:1               |              | 2:1        | 0:5         | 1:0          | 1:1 |
| ÍA Akranes        | 3:1               | 2:7          |            | 2:1         | 1:2          | 1:1 |
| ÍB Keflavík       | 1:0               | 1:1          | 4:1        |             | 2:1          | 3:2 |
| KR Reykjavík      | 5:0               | 2:2          | 1:1        | 0:2         |              | 1:0 |
| Valur Reykjavík   | 1:0               | 3:0          | 1:0        | 4:3         | 3:2          |     |

## Playoffs
Da die beiden bestplatzierten Teams der Abschlusstabelle punktegleich waren, wurde der Meister in einem Playoff ermittelt. Dieses musste wegen eines Remis wiederholt werden.
| Paarung  | Valur Reykjavík – ÍB Keflavík |
| Ergebnis | 2:2                           |
| Datum    | 25. September 1966, 14:00     |
| Stadion  | Laugardalsvöllur, Reykjavík   |
| Tore     | unbekannt                     |

| Paarung  | Valur Reykjavík – ÍB Keflavík |
| Ergebnis | 2:1                           |
| Datum    | 2. Oktober 1966, 14:00        |
| Stadion  | Laugardalsvöllur, Reykjavík   |
| Tore     | unbekannt                     |

Valur Reykjavík qualifizierte sich als Meister für den Europapokal der Landesmeister 1967/68.